# Calycorectes orlandoi
Calycorectes orlandoi är en myrtenväxtart som beskrevs av Joáo Rodrigues de Mattos. Calycorectes orlandoi ingår i släktet Calycorectes och familjen myrtenväxter. Inga underarter finns listade i Catalogue of Life.